# Metta von Schwaben

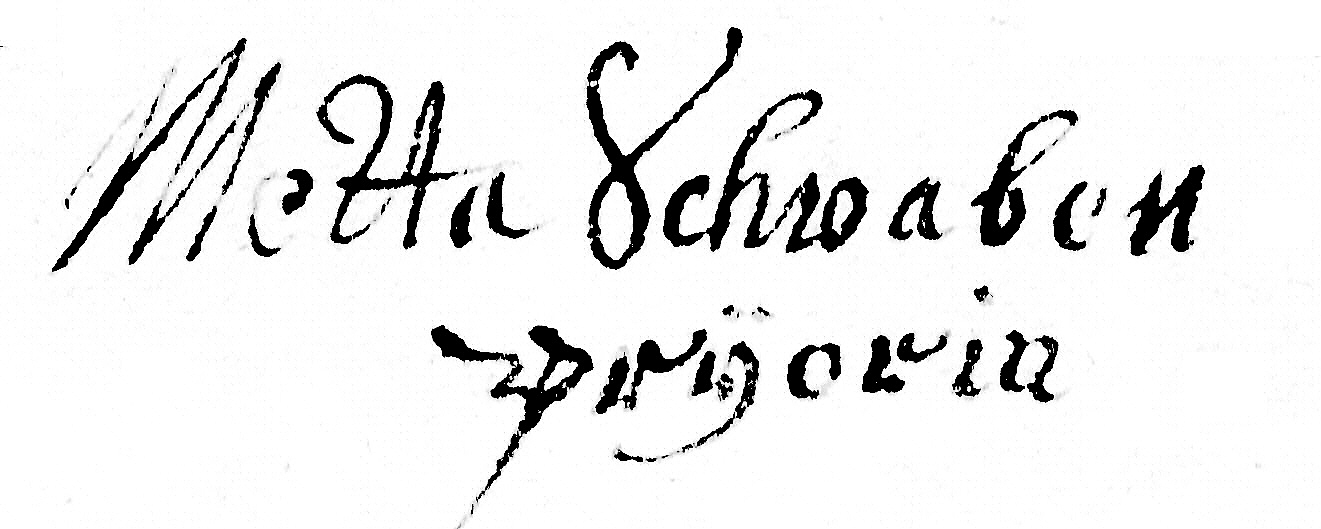
Signatur der Priorin Metta von Schwaben vom 7. Oktober 1704

Metta von Schwaben (* 1636 auf Gut Dänisch-Lindau; † 1709 in Uetersen) war eine Wohltäterin, Konventualin, Priorin und die Letzte des 1709 ausgestorbenen alten holsteinischen Adelsgeschlechts von Schwaben.

## Leben
Metta von Schwaben stammte aus dem Hause Lindau an der Schlei. Ihre Eltern waren Marquard von Schwawe (* 1591, † 1673) auf Notfeldhof, das zum Gut Dänisch Lindau gehörte, und Helwig geb. von Ahlefeld. Ihre vier volljährigen Brüder starben vor dem Vater, und ihr Neffe Hieronymus von Schwawe (* ca. 1663, † ca. 1678) starb als "Student". Mit ihren entfernten Vettern Magnus von Schwawe (* 1629, † 29. Juli 1696) und dessen Neffen Siwert von Schwawe († um 1698) aus dem Hause Swawesholm starben die lehnsfähigen Mitglieder des Adelsgeschlechts in Schleswig-Holstein und Dänemark aus.
Sie kam als junge Frau in das Kloster Uetersen. Dort war sie 35 Jahre Konventualin und 16 Jahre (1693–1709) Priorin des Klosters.
Während ihrer Zeit setzte sie sich für den weiteren Aufbau des von Ernst Albrecht von Eberstein im Dreißigjährigen Krieg zerstörten Klosters ein. Sie erhob mehrmals Klage in Namen der Konventualinnen gegen die Obrigkeit, dass man im Kloster „vor Schnee und Regen nicht sicher sei“ und man darin „nicht ohne Lebensgefahr wohnen könne“. Am 8. Februar 1701 verfügte sie in einem Testament: „Ich Metta von Schwaben als die letzte dieses Namens und des uralten Holsteinischen Geschlechtes … aus sonderbare Neigung zu diesem Ort (Kloster Uetersen) … vermache 600 Mark … die hiesige Kirche (Klosterkirche Uetersen) vergrößert und verbessert werde, wozu selbiges Geld ohne Bedenken mit zu gebrauchen“. 1748 hatte sich das Kapital verfünffacht und wurde bestimmungswidrig vom Konvent ausgegeben. Nach jahrzehntelangen Streit kam es zum Vergleich und das Kloster übernahm die finanzielle Verantwortung für die Glocken, Orgel und Uhr der Klosterkirche.
Metta von Schwaben verstarb 1709 im Kloster Uetersen, die folgende Beisetzung fand unter großer Anteilnahme der Uetersener Bevölkerung statt. Heute erinnert ein großes Grabmal mit Grabplatte auf dem Jungfernfriedhof des Klosters an sie und das ausgestorbene Adelsgeschlecht.

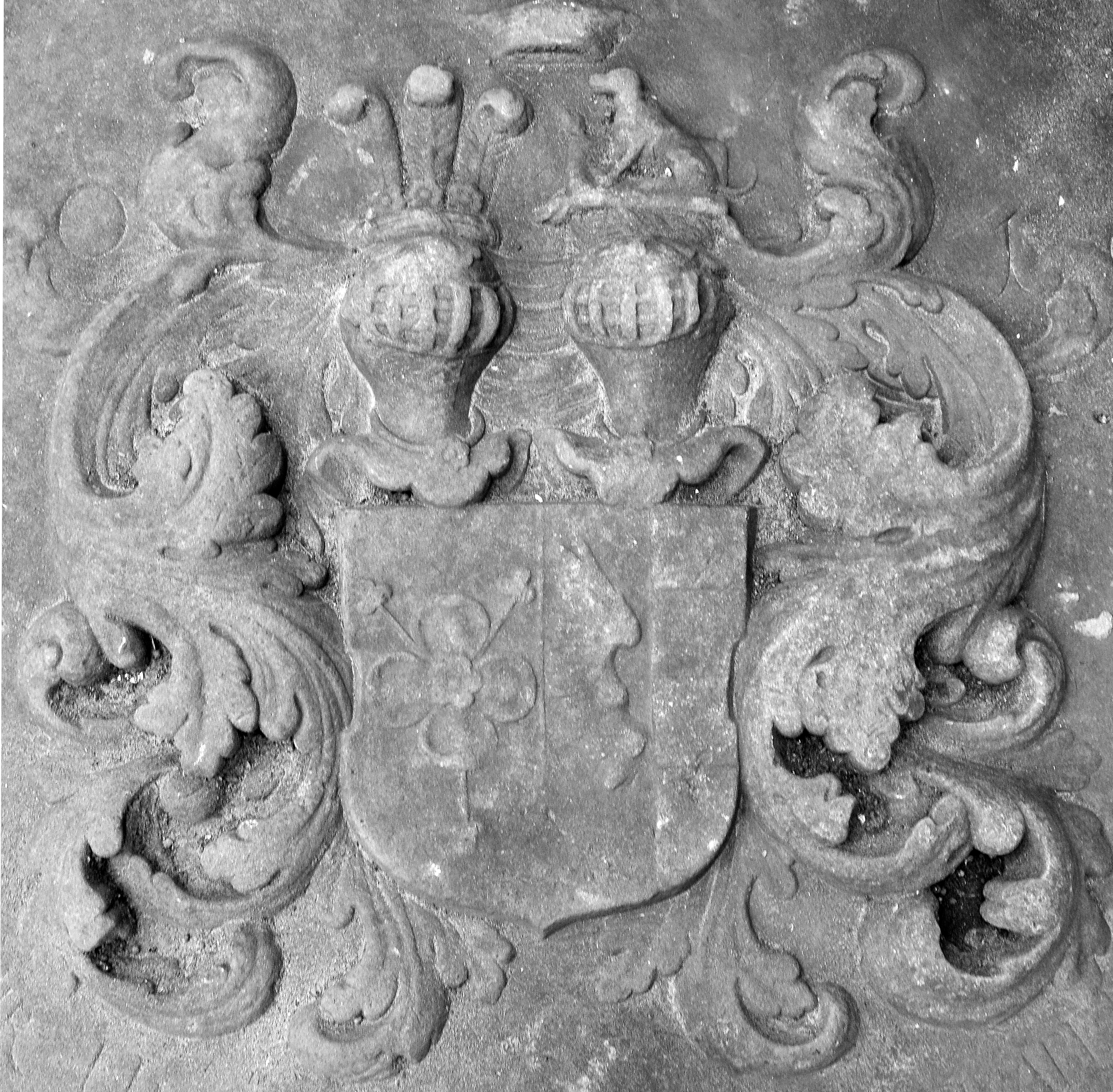
Grabplatte der Metta von Schwaben mit dem Allianzwappen ihrer Eltern

Inschrift ihrer Grabplatte: Metta von Schwaben 1709 Inschrift vertieft, zunächst Spruch 2. Tim. 4. V. 7 u. 8, dann: ANNO 1694 / IHRES ALTERS 73 JAHR 3 MONAT 7 TAGE, dann Spruch Psalm 4 weiter: AUS DEM HAUSE LINDAUW WELCHE GEBOHREN / 1636 D. 21 JUNII METTA VON SCHWABEN UND SELIG / VERSTORBEN DEN 28. SEPT. PREJÖRIN AO ‚1709 NACHDEM / SIE 35 JAHR EINE CONVENTUALIN DIESES HOCHADELIGEN / KLOSTERS GEWE-SEN UND 15 JAHR DEM PRIORIN AMPT / RÜHMLICHST VORGESTANDEN. In der Mitte das Wappen mit der Unterschrift: HIR UNTER RUHEN DIE SCHWABEN